# 라이언 쿠글러
라이언 카일 쿠글러(Ryan Kyle Coogler, 1986년 5월 23일 ~ )는 미국의 영화감독이다. 2015년 록키 시리즈의 스핀오프 영화 크리드로 능력을 선보였다. 이후 마블 시네마틱 유니버스 영화 블랙 팬서의 감독으로 내정되었다.

## 필모그래피

### 장편
| 년도   | 제목                      | 연출 | 제작 | 각본 | 비고 |
| ------ | ------------------------- | ---- | ---- | ---- | ---- |
| 2013년 | 오스카 그랜트의 어떤 하루 | 예   | 빈칸 | 예   |      |
| 2015년 | 크리드                    | 예   | 빈칸 | 예   |      |
| 2018년 | 블랙 팬서                 | 예   | 빈칸 | 예   |      |
| 2022년 | 블랙 팬서: 와칸다 포에버  | 예   | 빈칸 | 예   |      |
| 2025년 | 씨너스: 죄인들            | 예   | 예   | 예   |      |

### 단편
- Locks (2009년)
- Fig (2011년)
- Gap (2011년)
- The Sculptor (2011년)

## 수상내역
- 2013. 제78회 뉴욕 비평가 협회상 데뷔잡품상
- 2013. 제66회 칸영화제 주목할 만한 시선 AVENIR상
- 2013. 제29회 선덴스 영화제 극 영화 부문 대상
- 2013. 제29회 선덴스 영화제 극 영화 부문 관객상